# Тольбаньйос
Тольбаньйос (ісп. Tolbaños) — муніципалітет в Іспанії, у складі автономної спільноти Кастилія-і-Леон, у провінції Авіла. Населення — 123 особи (2010).
Муніципалітет розташований на відстані близько 85 км на північний захід від Мадрида, 14 км на північний схід від Авіли.
На території муніципалітету розташовані такі населені пункти: (дані про населення за 2010 рік)
- Кортос: 24 особи
- Ескалонілья: 15 осіб
- Гальєгос-де-Сан-Вісенте: 20 осіб
- Саорніль-де-Вольтоя: 12 осіб
- Тольбаньйос: 33 особи
- Вента-де-Сан-Вісенте: 0 осіб
- Ла-Аламеда: 19 осіб

## Демографія
Динаміка населення (INE ):